# Listă de scriitori nigerieni
Aceasta este o listă de scriitori nigerieni.

## A
Chinua Achebe -

## N
Chimamanda Ngozi Adichie - 

## S
Wole Soyinka -

## T
Amos Tutuola -